# 풋아웃
풋아웃(Put Out), 또는 척살(刺殺)은 내야수나 외야수가 타자가 친 타구를 원바운드 혹은 노바운드로서 잡아내 스스로 아웃시킨 내야수나 외야수에게 주어지는 일종의 카운트다.

## 풋아웃이 주어지는 예
- 원 아웃 상황 1루에 주자가 있는 타석에서 타자가 땅볼을 쳤다.
  - 2, 3루간 유격수가 그 땅볼을 잡아내어 더블 플레이를 위해 2루에 송구한다. (보살카운트 1이 주어진다.)
    - 해석 - 유격수는 2루로 달리는 주자를 아웃시키는데 2루수에게 도움을 주므로 보살카운트 1이 주어진다.

  - 2루수는 달리는 주자를 잡고 1루를 향하는 타자까지 아웃시키기 위해 1루에 송구한다. (보살카운트 1, 풋아웃카운트 1이 주어진다.)
    - 해석 - 2루수는 유격수의 송구를 받아 주자를 직접적으로 아웃시켰으므로 풋아웃카운트 1이 주어지며, 1루로 달리는 타자를 아웃시키는데 1루수에게 도움을 주므로 보살카운트 1이 주어진다.

  - 1루수는 그 송구를 받아 타자까지 아웃시킨다. (풋아웃카운트 1이 주어진다.)
    - 해석 - 1루수는 2루수의 송구를 받아 타자를 직접적으로 아웃시켰으므로 풋아웃카운트 1이 주어진다.

## 같이 보기
- 어시스트 (야구)